# Dominique Besnehard
Pour les articles homonymes, voir Besnehard.
Dominique Besnehard, né le 5 février 1954 à Bois-Colombes (Seine), est un producteur de cinéma, acteur et agent artistique français.
Il a d'abord été directeur de casting avant d'être un des plus grands agents artistiques français en représentant pendant deux décennies de nombreux acteurs, actrices et metteurs en scène au sein de l'agence Artmedia.
Dans les années 2010, il est à l'initiative de la série télévisée à succès Dix pour cent (2015-2020), qui suit le quotidien de plusieurs agents d'acteurs et s'inspire de sa propre expérience.

## Biographie

### Jeunesse et débuts dans le cinéma
Dominique Besnehard, né le 5 février 1954 à Bois-Colombes, grandit entre Houlgate et Vire, en Normandie.
Ses parents, André (1921-2011) et Albertine (1923-2022), épiciers, normands et gaullistes tiennent une crèmerie, puis un petit supermarché. Il a une sœur aînée, Sophie et un frère jumeau dizygote, le dramaturge et écrivain Daniel Besnehard.
Vers 5 ou 6 ans, il assiste à un tournage dans une rue de Paris du film L'Affaire d'une nuit d'Henri Verneuil, dans lequel son père est recruté comme figurant spontané : sa passion pour le 7e art est confirmée. Il compile des fiches sur tous ces comédiens qu'il aperçoit au cinéma ou à la télévision.
Au lycée de Deauville, sa professeur de français, Mme Schoenfeld, l'initie au théâtre et aux textes. Il passe ainsi de Télé 7 jours et Salut les copains à Jean Anouilh, Jean-Paul Sartre et Albert Camus. Pour assouvir sa passion du théâtre, il travaille l'été dans l'épicerie de ses parents pour pouvoir aller voir Roger Planchon ou Ariane Mnouchkine à la Comédie de Caen. Adolescent, Crime et Châtiment avec Niels Arestrup au théâtre de l'Atelier l'a particulièrement marqué. Atteint de zézaiement, il sait cependant que ce handicap risque de l'empêcher de devenir un grand acteur.
En juin 1973 il est reçu au baccalauréat et au concours de l'École nationale supérieure des arts et techniques du théâtre de la Rue Blanche où il croise Évelyne Bouix, Christophe Malavoy, Jean-Pierre Darroussin et Catherine Frot. Il obtient, grâce à son professeur de français du lycée de Deauville, des rôles de figurant à la Comédie-Française, notamment dans la pièce Port-Royal au côté d'Isabelle Adjani.
Le père d'un copain de lycée, Alain Quercy, réalisateur de feuilletons, l'engage sur le tournage du téléfilm Ces grappes de ma vigne, comme responsable du casting et de la figuration, tout en lui donnant un petit rôle. Cette première expérience lui confirme sa vocation : s'occuper des comédiens.
À la suite de la projection du film Les Doigts dans la tête de Jacques Doillon, un ami qui a travaillé sur le film lui présente le réalisateur. Doillon, contre l'avis de la production qui désire un stagiaire muni d'un permis de conduire, impose Besnehard sur Un sac de billes. Besnehard assiste encore Doillon sur ses deux films suivants, sortis en 1979 (La femme qui pleure et La Drôlesse avec Madeleine Desdevises), puis des acteurs représentés par l'agent jouent dans des films tournés par le réalisateur dans les années 1980 : Juliette Binoche (La Vie de famille), Béatrice Dalle (La Vengeance d'une femme), Richard Anconina (Le Petit Criminel)... Besnehard enchaîne les films (Diva et 37°2 le matin de Jean-Jacques Beineix, La Vie devant soi de Moshé Mizrahi, L'Homme blessé de Patrice Chéreau, Garçon ! de Claude Sautet, À nos amours de Maurice Pialat...) et devient l'un des plus grands découvreurs de talents du cinéma français en embrassant le métier de directeur de casting, introduit en France par Margot Capelier. En parallèle, il est acteur dans de nombreux films, le plus souvent dans des rôles secondaires.

### Agent artistique

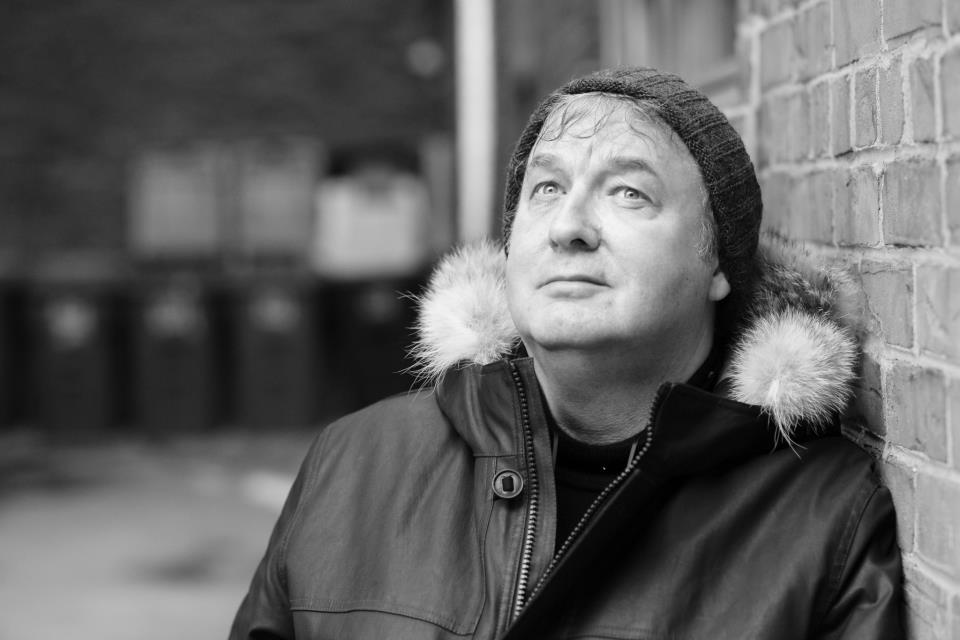
Dominique Besnehard en 2013.

Dans les années 1980, Besnehard a acquis une telle notoriété qu'il doit déménager pour échapper au harcèlement devant son domicile.
En 1986, il rejoint l'agence artistique Artmedia et devient agent artistique, en prenant en charge le recrutement des jeunes comédiens et scénaristes. Il a ainsi été l'agent d'un certain nombre d'actrices, acteurs françaises et étrangers et réalisatrices et réalisateurs.
Réputé hypermnésique et énergique, Besnehard a la réputation d'être loyal à ses comédiens et les accompagner et défendre parfois en mélangeant vie personnelle et vie professionnelle. Plusieurs témoignages recueillis dans une enquête de Télérama soulèvent d'ailleurs avoir ressenti, dans les interactions entre des comédiens aspirants et Besnehard, une forme d'abus de son pouvoir pour essayer d’obtenir des faveurs sexuelles.
| Actrices             | Acteurs                | Réalisatrices     | Réalisateurs      |
| -------------------- | ---------------------- | ----------------- | ----------------- |
| Isabelle Adjani      | Niels Arestrup         | Josée Dayan       | François Ozon     |
| Sophie Marceau       | Yvan Attal             | Catherine Corsini | Jean-Michel Ribes |
| Béatrice Dalle       | Michel Blanc           | Claire Denis      | Bruno Nuytten     |
| Laetitia Casta       | Jean-Claude Brialy     | Claire Devers     | Xavier Beauvois   |
| Jeanne Moreau        | Alain Chabat           | Alexandra Leclère | Bernie Bonvoisin  |
| Nathalie Baye        | Nicolas Duvauchelle    |                   | Samuel Benchetrit |
| Sylvie Vartan        | Charles Aznavour       |                   | Cédric Kahn       |
| Emmanuelle Béart     | Christophe Lambert     |                   | Bruno Chiche      |
| Charlotte Gainsbourg | Stanislas Merhar       |                   | Francis Girod     |
| Cécile de France     | Robinson Stévenin      |                   | Gérard Jourd'hui  |
| Laura Smet           | Richard Anconina       |                   | Gérard Pirès      |
| Emmanuelle Seigner   | Rupert Everett         |                   | Patrick Rotman    |
| Anouk Aimée          | Stefano Accorsi        |                   | Pierre Salvadori  |
| Line Renaud          | Jean-Hugues Anglade    |                   | Bernard Stora     |
| Eva Green            | Jean-Pierre Bisson     |                   | Andrzej Żuławski  |
| Marlène Jobert       | Pierre Richard         |                   | Luc Béraud        |
| Mylène Demongeot     | Alain Souchon          |                   |                   |
| Vahina Giocante      | Éric Cantona           |                   |                   |
| Ariane Ascaride      | Guy Bedos              |                   |                   |
| Muriel Robin         | Pierre Arditi          |                   |                   |
| Jacqueline Bisset    | Murray Head            |                   |                   |
| Évelyne Bouix        | Bruno Madinier         |                   |                   |
| Caroline Cellier     | Florent Pagny          |                   |                   |
| Julie Depardieu      | Jean-Louis Trintignant |                   |                   |
| Isabella Ferrari     | Philippe Torreton      |                   |                   |
| Anna Galiena         | Michael Vartan         |                   |                   |
| Catherine Hiegel     | Jacques Weber          |                   |                   |
| Valérie Kaprisky     |                        |                   |                   |
| Anna Karina          |                        |                   |                   |
| Chantal Lauby        |                        |                   |                   |
| Salomé Lelouch       |                        |                   |                   |
| Florence Pernel      |                        |                   |                   |
| Micheline Presle     |                        |                   |                   |
| Inés Sastre          |                        |                   |                   |
| Mira Sorvino         |                        |                   |                   |
| Louane               |                        |                   |                   |

### Producteur
En 2006, il quitte Artmedia après y avoir été agent pendant vingt-deux ans ; lors de sa fête de départ, il s'y déguise en roi Louis XVI et convie ses invités à assister à son « abdication ». Il compte alors devenir producteur, et crée sa propre société de production, Mon Voisin Productions. Son influence décroît, mais la richesse de son réseau « reste son atout maître », estime une enquête de Télérama. En mai 2007, le premier film coproduit par Dominique Besnehard, L'Âge des ténèbres de Denys Arcand, est sélectionné en clôture du 60e Festival de Cannes.
En 2008, il crée avec Marie-France Brière le festival du film francophone d'Angoulême. Ce festival est organisé chaque fin du mois d'août dans la ville d'Angoulême.
Il est le présentateur des émissions télévisées Un ticket pour deux sur Canal+, une émission sur le cinéma, et des soirées théâtres sur Paris Première.[réf. nécessaire]

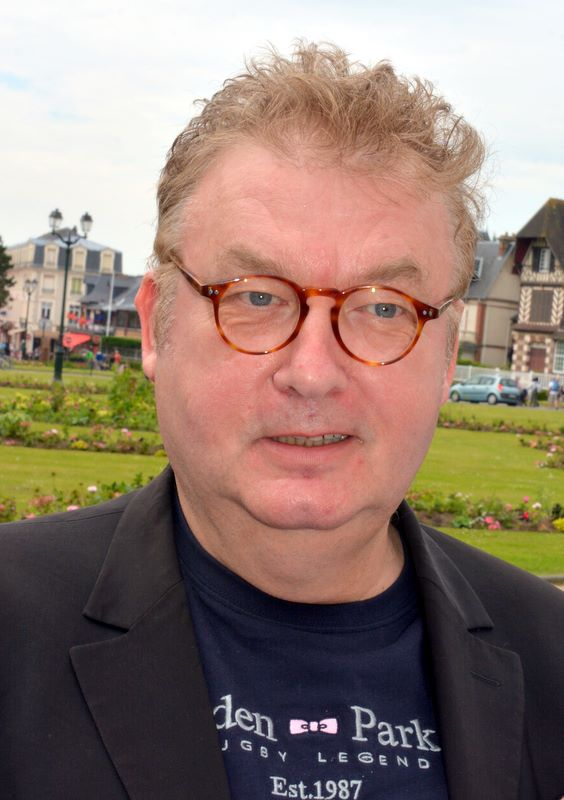
Dominique Besnehard en 2014 au festival du film de Cabourg.

Le 1er juillet 2014, il est promu officier dans l'ordre des Arts et des Lettres.
Dans les années 2010, il est à l'initiative de la série télévisée à succès Dix pour cent (2015-2020), qui suit le quotidien de plusieurs agents d'acteurs et s'inspire de sa propre expérience. Il en propose l'idée, adaptée par Fanny Herrero, et la série relance sa popularité auprès du grand public. Herrero juge cependant leur collaboration difficile, et regrette sa vision du monde rétrograde. Elle témoigne notamment : « Il ne m’a pas empêchée de développer certaines intrigues dans la série, la parentalité lesbienne par exemple, mais ça ne l’intéressait pas. Pour lui, c’étaient des histoires de bonnes femmes ».

## Prises de position

### Engagement politique
En homme de gauche, Dominique Besnehard soutient et conseille ouvertement la femme politique française Ségolène Royal à sa candidature à la présidence de la République. Il lui fait rencontrer de nombreux artistes qui viennent à leur tour la soutenir dans les différents meetings qu'elle organise comme au stade Charléty en mai 2007 ou lors de la première du Rassemblement de la Fraternité, grand concert populaire qui se déroule au Zénith de Paris, en septembre 2008. En 2009, après diverses polémiques et divergences, il déclare « prendre du recul » par rapport à cet engagement tout en restant très attaché aux valeurs de la gauche.
En novembre 2016, il cosigne une tribune avec d'autres personnalités du monde du spectacle pour dénoncer le « Hollande-bashing » (dénigrement de Hollande), rappelant « tout ce qui a été accompli », notamment « la sanctuarisation du budget de la culture »,.
En 2021, il affiche en vidéo son soutien à Valérie Pécresse (LR) pour les régionales en Île-de-France[réf. nécessaire], et reproche aussi à Jean-Luc Mélenchon d'avoir pris la parole le 1er mai dans le cadre journée internationale des travailleurs, se disant convaincu que le 1er mai était « le jour de Marine Le Pen »,.
Il soutient Emmanuel Macron lors de l'élection présidentielle de 2022.

### Polémiques

#### Menace de gifle envers Caroline de Haas
En mars 2018, il est visé par une plainte de la part de Caroline De Haas après avoir déclaré qu'il avait envie de « la gifler » en raison des propos tenus par la militante féministe courant février où elle estimait qu'« un homme sur deux ou trois est un agresseur » sexuel. Il regrette ensuite ses propos, tout en affirmant ne pas souhaiter lui présenter d'excuses, estimant que c'est à Caroline De Haas de s'excuser la première.

#### Pétition de soutien à Gérard Depardieu
En décembre 2023, il est signataire de la tribune controversée N'effacez pas Gérard Depardieu visant notamment à défendre la présomption d'innocence de Gérard Depardieu, alors accusé de viol, agression sexuelle et harcèlement sexuel. Le 20 janvier 2024, les élus du conseil municipal de La Couronne décident de débaptiser le théâtre « Les 2B » (Brière, Besnehard) à cause de la signature de Besnehard et Marie-France Brière à la tribune de soutien. Au même moment, Dominique Besnehard revient sur son soutien à Depardieu : « C'est une erreur de ma part ». Le 13 mars 2025, lors de son audition devant la commission d'enquête parlementaire relative aux violences commises dans les secteurs du cinéma, de l’audiovisuel, du spectacle vivant, de la mode et de la publicité, Dominique Besnehard a cette fois assumé son soutien à l'acteur. 
Le 30 août 2018, Dominique Besnehard avait déjà pris la défense de Gérard Depardieu suite à la révélation d'une plainte pour viol le visant, en écrivant sur son compte Facebook : « À quel moment ces apprenties comédiennes arrivistes vont-elles cesser de proférer des accusations pour se faire connaître ? [...] De mon temps, les jeunes comédiennes apprenaient le théâtre dans un cours et n'attendaient pas un rendez-vous professionnel au domicile d'une star pour l'accuser de geste déplacé [...] Je suis confiant que tout cela va se terminer par un psytt. »

#### Affaire Jacques Doillon
Il a programmé lors de l'édition 2021 du Festival du film francophone le film CE2 du réalisateur Jacques Doillon. En février 2024, il dénigre dans un commentaire publié sur Facebook l'une des actrices du film, Nora Hamzawi, après que celle-ci a dit ne pas soutenir la décision de sortir le film le mois suivant,.

#### Accusations d'agressions sexuelles
En février 2024, les acteurs Farouk Benalleg et Pierre Bégué accusent Dominique Besnehard d'agression sexuelle, respectivement en 1994 et en 2017. En mai 2024, Giovanni Savoia et un autre acteur accusent l'ancien agent d'Artmedia d'avoir abusé de son pouvoir, respectivement au début des années 2000 et dans les années 1990, pour essayer d'obtenir des faveurs sexuelles. L'intéressé nie tout abus.

#### Mise en cause d'actrices ayant accusé Harvey Weinstein
Le 13 mars 2025, lors de son audition devant la commission d'enquête parlementaire relative aux violences commises dans les secteurs du cinéma, de l’audiovisuel, du spectacle vivant, de la mode et de la publicité, Dominique Besnehard met en cause le comportement de certaines plaignantes : « Quand j’étais agent, j’ai vu des actrices un peu dépasser les bornes. On ne va pas dans un hôtel avec un metteur en scène. Excusez-moi, Weinstein qui allait à Cannes, certaines actrices allaient dans sa chambre pour peut-être faire une carrière américaine. Je l’ai vu, ça ! J’ai même des actrices dont je m’occupais qui y sont allées ! ».

## Vie personnelle
Dominique Besnehard est ouvertement homosexuel.
Il est l'un des deux parrains de Laura Smet, fille de Johnny Hallyday et de Nathalie Baye,.

## Filmographie
Il apparaît en tant que comédien dans de nombreux films.

### Cinéma
- 1975 : Un sac de billes de Jacques Doillon : le moniteur
- 1978 : La Drôlesse de Jacques Doillon : l'instituteur
- 1980 : Un étrange voyage d'Alain Cavalier : Marc
- 1980 : L'Avare de Jean Girault et Louis de Funès
- 1980 : Je vous aime de Claude Berri : Dominique
- 1980 : Psy de Philippe de Broca : Michel
- 1981 : Diva de Jean-Jacques Beineix : le caissier du Lido Musique
- 1982 : Légitime violence de Serge Leroy
- 1983 : À nos amours de Maurice Pialat : Robert le frère
- 1983 : Les Cavaliers de l'orage de Gérard Vergez : capitaine Blot
- 1984 : Marche à l'ombre de Michel Blanc : le garçon Smalto
- 1984 : L'Addition de Denis Amar : le procureur
- 1984 : Ave Maria de Jacques Richard : Decarsalade
- 1985 : 37°2 le matin de Jean-Jacques Beineix : le client de la pizzeria
- 1985 : La Nuit porte-jarretelles de Virginie Thévenet : le passant ivre
- 1986 : La Vie dissolue de Gérard Floque de Georges Lautner : Cyril
- 1986 : Tenue de soirée de Bertrand Blier
- 1986 : Cent Francs l'amour de Jacques Richard : M. Kruk
- 1987 : Paulette de Claude Confortès : Gustave
- 1987 : L'Été en pente douce de Gérard Krawczyk : le notaire
- 1988 : La Petite Voleuse de Claude Miller : le brocanteur
- 1991 : Nord de Xavier Beauvois : docteur Selosse
- 1992 : Mensonge de François Margolin : Rozenberg
- 1992 : Une journée chez ma mère de Dominique Cheminal : un pompier (non crédité)
- 1994 : Grosse Fatigue de Michel Blanc : l'agent de Michel Blanc
- 1994 : Un Indien dans la ville d'Hervé Palud : maître Dong
- 1994 : La Cité de la peur d'Alain Berberian : le journaliste à la sortie du Cameo
- 1995 : Pédale douce de Gabriel Aghion : Riki
- 1995 : J'aime beaucoup ce que vous faites court métrage de Xavier Giannoli : François
- 1996 : Les Grands Ducs, de Patrice Leconte : le patron de l'agence Atlas (voix)
- 1996 : Mémoires d'un jeune con de Patrick Aurignac : le directeur de casting
- 1996 : Beaumarchais, l'insolent d'Édouard Molinaro : Louis XVI
- 1997 : Que la lumière soit ! d'Arthur Joffé : le réalisateur publicité
- 1997 : Didier d'Alain Chabat : Kiki, un des videurs de la discothèque
- 1997 : Héroïnes de Gérard Krawczyk : Eddy
- 1998 : Paparazzi d'Alain Berbérian : Dédé
- 1998 : Mookie d'Hervé Palud : le patron du Restaurant Le Gai Paris
- 1999 : Ça ira mieux demain de Jeanne Labrune : un patient
- 1999 : Le Bleu des villes de Stéphane Brizé : producteur de disques
- 2000 : Meilleur Espoir féminin de Gérard Jugnot : un flatteur
- 2000 : Le Prof d'Alexandre Jardin : Julien
- 2002 : Astérix et Obélix : Mission Cléopâtre d'Alain Chabat : le goûteur au crâne rasé
- 2002 : Blanche de Bernie Bonvoisin : le duc
- 2002 : C'est le bouquet ! de Jeanne Labrune : Laurent
- 2003 : Laisse tes mains sur mes hanches de Chantal Lauby : Gérald, le patron du Warhol
- 2004 : Pédale dure de Gabriel Aghion : Riki
- 2004 : Podium de Yann Moix : docteur Dandieu
- 2004 : Cause toujours ! de Jeanne Labrune : le droguiste
- 2004 : RRRrrrr!!! d'Alain Chabat : Pierre
- 2006 : Jean de La Fontaine, le défi de Daniel Vigne : le marchand de vêtements
- 2006 : Le Lièvre de Vatanen de Marc Rivière : le barman Chibougamau
- 2008 : Mes stars et moi de Lætitia Colombani : Dominique Bhé
- 2008 : Musée haut, musée bas de Jean-Michel Ribes : un homme urinant
- 2011 : HH, Hitler à Hollywood de Frédéric Sojcher : lui-même
- 2011 : La Conquête de Xavier Durringer : Pierre Charon
- 2012 : Mince alors ! de Charlotte de Turckheim : Antoine
- 2013 : Max de Stéphanie Murat : directeur de l'école
- 2013 : Casse-tête chinois de Cédric Klapisch : l'éditeur de Xavier
- 2014 : Brèves de comptoir de Jean-Michel Ribes : choriste
- 2016 : La Folle Histoire de Max et Léon de Jonathan Barré : l'instructeur
- 2016 : Venise sous la neige d'Elliott Covrigaru : le producteur
- 2017 : Happy End de Michael Haneke : Marcel, le coiffeur
- 2019 : Edmond d'Alexis Michalik : le directeur de la Renaissance
- 2020 : Seize Printemps de Suzanne Lindon : le metteur en scène
- 2023 : Mon crime de François Ozon : chef de rang restaurant
- 2025 : Dans l'ombre de Marlow de Aurélien Harzoune et Bertrand Mineur : Richard

### Télévision
- 1975 : Ces grappes de ma vigne d'Alain Quercy
- 1984 : Série noire : J'ai bien l'honneur de Jacques Rouffio
- 1989 : Marie Antoinette de Caroline Huppert
- 1992 : Un été glacé de Bernard Giraudeau
- 1993 : Échec et mat de José María Sánchez
- 1994 : Rendez-moi ma fille d'Henri Helman
- 1995 : La Rivière Espérance de Josée Dayan (série TV)
- 1998 : Le Comte de Monte-Cristo de Josée Dayan
- 1998 : Un amour de cousine de Pierre Joassin
- 1998 : Denis de Catherine Corsini
- 1999 : Balzac de Josée Dayan
- 2000 : Les Misérables de Josée Dayan
- 2000 : Victoire, ou la Douleur des femmes de Nadine Trintignant
- 2003 : Aurélien d'Arnaud Sélignac
- 2003 : Les Liaisons dangereuses de Josée Dayan
- 2003 : Colette, une femme libre de Nadine Trintignant
- 2004-2008 : Graffiti
- 2005 : La Tête haute de Gérard Jourd'hui
- 2008 : L'Amour dans le sang de Vincent Monnet
- 2011 : Le Grand Restaurant II de Gérard Pullicino
- 2011 : Mystère au Moulin Rouge de Stéphane Kappes
- 2011 : Illegal Love de Julie Gali (voix)
- 2015, 2018 : Dix pour cent de Fanny Herrero
- 2017 : Capitaine Marleau : Double jeu de Josée Dayan
- 2020 : Joséphine, ange gardien (épisode Haute couture)
- 2020 : 36 15 Monique (série OCS)
- 2020 : I love you coiffure de Muriel Robin : Raoul
- 2024  : Ça, c'est Paris ! de Marc Fitoussi : Régis

## Théâtre
- 1995 : Bal à Wiepersdorf d'Ivane Daoudi, lecture Festival d'Avignon.
- 2011 : Monsieur Pipi d'Amanda Sthers, lecture.

## Émission de télévision
En 2019, il est l'un des six jurés de l'émission Le Grand Oral, diffusée sur France 2.
Le 17 décembre 2022, il fait partie des membres du jury à l'élection de Miss France 2023.

## Production
Mon Voisin Productions : les projets réalisés ou en cours :

### Cinéma
- 2007 : L'Âge des ténèbres de Denys Arcand
- 2008 : Musée haut, musée bas de Jean-Michel Ribes
- 2009 : Joueuse de Caroline Bottaro avec Sandrine Bonnaire et Kevin Kline
- 2010 : Avant l'aube de Raphaël Jacoulot avec Jean-Pierre Bacri et Vincent Rottiers
- 2010 : Rendez-vous avec un ange de Sophie de Daruvar et Yves Thomas avec Isabelle Carré
- 2011 : J'enrage de son absence de Sandrine Bonnaire avec William Hurt et Alexandra Lamy
- 2012 : Mince alors ! de Charlotte de Turckheim, avec Victoria Abril, Lola Dewaere et Catherine Hosmalin
- 2013 : Perfect Mothers d'Anne Fontaine avec Naomi Watts et Robin Wright
- 2013 : Grand départ de Nicolas Mercier avec Pio Marmaï, Eddy Mitchell et Jérémie Elkaïm
- 2014 : Brèves de comptoir de Jean-Michel Ribes
- 2015 : Je suis un soldat de Laurent Larivière, avec Louise Bourgoin, Jean-Hugues Anglade et Anne Benoît
- 2016 : Corps étranger de Raja Amari avec Hiam Abbass et Salim Kechiouche
- 2019 : Pauvre Georges ! de Claire Devers avec Grégory Gadebois
- 2019 : Les Éblouis de Sarah Suco

### Télévision
- 2004 : Dominique Besnéhard, un agent très particulier. Documentaire de François Hubert-Rodier et Thierry Chèze[30]
- 2008 : L'Amour dans le sang de Charlotte Valandrey, téléfilm réalisé par Vincent Monnet
- 2011 : Climats, téléfilm réalisé par Caroline Huppert, avec Raphaëlle Agogué et Ludmila Mikaël
- 2013 : Super Lola, téléfilm réalisé par Régis Musset, coproduit avec Romarin films, avec Saïda Jawad et Laurent Bateau
- 2014 : La Douce Empoisonneuse, téléfilm réalisé par Bernard Stora, d'après le roman de Arto Paasilinna avec Line Renaud, Pierre Vernier, Nicolas Lumbreras
- Depuis 2015 : Dix pour cent, série télévisée écrite par Fanny Herrero et réalisée par Cédric Klapisch, Lola Doillon et Antoine Garceau
- 2019 : Huguette, téléfilm réalisé par Antoine Garceau
- 2020 : 36 15 Monique (série OCS)
- 2023 : Constance aux enfers, téléfilm réalisé par Gaël Morel
- 2024  : Ça, c'est Paris !, série télévisée de Marc Fitoussi

## Publications
- Casino d’hiver, (autobiographie), avec Jean-Pierre Lavoignat, Paris, Éditions Plon, 2014, 480 p.  (ISBN 978-2-259-21395-0)
- Artmedia, une histoire du cinéma français, Dominique Besnehard, Nedjma Van Egmond, Éditions de l'Observatoire, 2021  (ISBN 9791032915967)
- Le Dictionnaire de ma vie, Kero, 2023  (ISBN 978-2-7021-6851-6)

Préface
- Line Renaud, Une vie de comédie, Line Renaud, Jeremy Picard, préface de Dominique Besnehard Éditions Hugo Image, 2022  (ISBN 9782755691047)

## Décorations
- Officier de la Légion d'honneur (2017)[31] ; chevalier (2004)[32]
- Officier de l'ordre des Arts et des Lettres (2014)[33]